# ساروس خورشیدی ۱۱۷
ساروس ۱۱۷ دوره‌ای زمانی با چرخه‌ای حدود ۱۸ سال و ۱۱ روز و ۸ ساعت (تقریباً ۶۵۸۵ و یک سوم روز) است که شامل ۷۱ خورشیدگرفتگی می‌شود.

## رخدادها
| ساروس | عضو | تاریخ                      | زمان (بزرگ‌ترین) ساعت هماهنگ جهانی | نوع    | مکان طول و عرض جغرافیایی | گاما    | قدر    | گُستره (km) | مدت زمان (دقیقه: ثانیه) | منبع |
| ----- | --- | -------------------------- | --------------------------------- | ------ | ------------------------ | ------- | ------ | ---------- | ----------------------- | ---- |
| ۱۱۷   | ۱   | ۲۴ ژوئن ۷۹۲                | ۶:۴۲:۲۶                           | جزئی   | 66.4N 80.5W              | 1.532   | 0.0523 |            |                         |      |
| ۱۱۷   | ۲   | ۵ ژوئیه ۸۱۰                | ۱۳:۰۵:۵۲                          | جزئی   | 67.4N 172.4E             | 1.4484  | 0.1957 |            |                         |      |
| ۱۱۷   | ۳   | ۱۵ ژوئیه ۸۲۸               | ۱۹:۳۲:۴۷                          | جزئی   | 68.4N 64E                | 1.3671  | 0.3348 |            |                         |      |
| ۱۱۷   | ۴   | ۲۷ ژوئیه ۸۴۶               | ۲:۰۴:۲۰                           | جزئی   | 69.3N 46.2W              | 1.2888  | 0.4684 |            |                         |      |
| ۱۱۷   | ۵   | ۶ اوت ۸۶۴                  | ۸:۴۲:۵۶                           | جزئی   | 70.2N 158.6W             | 1.2155  | 0.5928 |            |                         |      |
| ۱۱۷   | ۶   | ۱۷ اوت ۸۸۲                 | ۱۵:۲۹:۲۳                          | جزئی   | 71N 86.3E                | 1.1482  | 0.7066 |            |                         |      |
| ۱۱۷   | ۷   | ۲۷ اوت ۹۰۰                 | ۲۲:۲۳:۳۵                          | جزئی   | 71.6N 31.2W              | 1.0865  | 0.8104 |            |                         |      |
| ۱۱۷   | ۸   | ۸ سپتامبر ۹۱۸              | ۵:۲۷:۳۳                           | جزئی   | 72N 151.7W               | 1.0322  | 0.9012 |            |                         |      |
| ۱۱۷   | ۹   | ۱۸ سپتامبر ۹۳۶             | ۱۲:۴۰:۵۹                          | حلقه‌ای | 70.1N 58.4E              | ۰٫۹۸۵۱  | ۰٫۹۲۱۵ | -          | ۵ دقیقه و ۵۹ ثانیه      |      |
| ۱۱۷   | ۱۰  | ۲۹ سپتامبر ۹۵۴             | ۲۰:۰۴:۲۱                          | حلقه‌ای | 61.4N 80.1W              | ۰٫۹۴۵۴  | ۰٫۹۲۲  | ۹۱۲        | ۶ دقیقه و ۴۷ ثانیه      |      |
| ۱۱۷   | ۱۱  | ۱۰ اکتبر ۹۷۲               | ۳:۳۶:۵۰                           | حلقه‌ای | 54N 155.2E               | ۰٫۹۱۲۷  | ۰٫۹۲۱۶ | ۷۲۴        | ۷ دقیقه و ۳۱ ثانیه      |      |
| ۱۱۷   | ۱۲  | ۲۱ اکتبر ۹۹۰               | ۱۱:۱۸:۴۲                          | حلقه‌ای | 47.9N 32.3E              | ۰٫۸۸۷   | ۰٫۹۲۱۱ | ۶۴۴        | ۸ دقیقه و ۹ ثانیه       |      |
| ۱۱۷   | ۱۳  | ۳۱ اکتبر ۱۰۰۸              | ۱۹:۰۸:۴۸                          | حلقه‌ای | 43N 90.9W                | ۰٫۸۶۷۶  | ۰٫۹۲۰۷ | ۶۰۱        | ۸ دقیقه و ۴۳ ثانیه      |      |
| ۱۱۷   | ۱۴  | ۱۲ نوامبر ۱۰۲۶             | ۳:۰۵:۰۷                           | حلقه‌ای | 39N 145.2E               | ۰٫۸۵۲۷  | ۰٫۹۲۰۸ | ۵۷۳        | ۹ دقیقه و ۸ ثانیه       |      |
| ۱۱۷   | ۱۵  | ۲۲ نوامبر ۱۰۴۴             | ۱۱:۰۷:۵۰                          | حلقه‌ای | 36N 20.3E                | ۰٫۸۴۲۶  | ۰٫۹۲۱۳ | ۵۵۵        | ۹ دقیقه و ۲۴ ثانیه      |      |
| ۱۱۷   | ۱۶  | ۳ دسامبر ۱۰۶۲              | ۱۹:۱۳:۴۱                          | حلقه‌ای | 33.8N 105.1W             | ۰٫۸۳۴۲  | ۰٫۹۲۲۳ | ۵۳۴        | ۹ دقیقه و ۲۶ ثانیه      |      |
| ۱۱۷   | ۱۷  | ۱۴ دسامبر ۱۰۸۰             | ۳:۲۲:۴۲                           | حلقه‌ای | 32.4N 129E               | ۰٫۸۲۸۱  | ۰٫۹۲۳۹ | ۵۱۲        | ۹ دقیقه و ۱۶ ثانیه      |      |
| ۱۱۷   | ۱۸  | ۲۵ دسامبر ۱۰۹۸             | ۱۱:۳۰:۲۶                          | حلقه‌ای | 31.4N 3.5E               | ۰٫۸۲۰۱  | ۰٫۹۲۶۳ | ۴۸۳        | ۸ دقیقه و ۵۳ ثانیه      |      |
| ۱۱۷   | ۱۹  | ۴ ژانویه ۱۱۱۷              | ۱۹:۳۸:۵۱                          | حلقه‌ای | 31N 121.9W               | ۰٫۸۱۲۱  | ۰٫۹۲۹۲ | ۴۵۰        | ۸ دقیقه و ۱۹ ثانیه      |      |
| ۱۱۷   | ۲۰  | ۱۶ ژانویه ۱۱۳۵             | ۳:۴۳:۱۷                           | حلقه‌ای | 30.9N 114E               | ۰٫۷۹۹۷  | ۰٫۹۳۲۹ | ۴۱۰        | ۷ دقیقه و ۳۹ ثانیه      |      |
| ۱۱۷   | ۲۱  | ۲۶ ژانویه ۱۱۵۳             | ۱۱:۴۴:۱۴                          | حلقه‌ای | 31.1N 9W                 | ۰٫۷۸۳۹  | ۰٫۹۳۷۲ | ۳۶۷        | ۶ دقیقه و ۵۳ ثانیه      |      |
| ۱۱۷   | ۲۲  | ۶ فوریه ۱۱۷۱               | ۱۹:۳۸:۳۰                          | حلقه‌ای | 31.6N 129.7W             | ۰٫۷۶۱۸  | ۰٫۹۴۲۱ | ۳۲۱        | ۶ دقیقه و ۵ ثانیه       |      |
| ۱۱۷   | ۲۳  | ۱۷ فوریه ۱۱۸۹              | ۳:۲۷:۳۷                           | حلقه‌ای | 32.3N 111.4E             | ۰٫۷۳۴۶  | ۰٫۹۴۷۵ | ۲۷۶        | ۵ دقیقه و ۱۸ ثانیه      |      |
| ۱۱۷   | ۲۴  | ۲۸ فوریه ۱۲۰۷              | ۱۱:۰۹:۱۲                          | حلقه‌ای | 33.2N 5W                 | ۰٫۷۰۰۲  | ۰٫۹۵۳۴ | ۲۳۲        | ۴ دقیقه و ۳۲ ثانیه      |      |
| ۱۱۷   | ۲۵  | ۱۰ مارس ۱۲۲۵               | ۱۸:۴۳:۳۸                          | حلقه‌ای | 34.3N 118.9W             | ۰٫۶۵۹   | ۰٫۹۵۹۶ | ۱۹۰        | ۳ دقیقه و ۴۹ ثانیه      |      |
| ۱۱۷   | ۲۶  | ۲۲ مارس ۱۲۴۳               | ۲:۱۰:۲۶                           | حلقه‌ای | 35.5N 129.9E             | ۰٫۶۱۰۴  | ۰٫۹۶۵۹ | ۱۵۲        | ۳ دقیقه و ۸ ثانیه       |      |
| ۱۱۷   | ۲۷  | ۱ آوریل ۱۲۶۱               | ۹:۳۰:۵۶                           | حلقه‌ای | 36.6N 21E                | ۰٫۵۵۶   | ۰٫۹۷۲۴ | ۱۱۷        | ۲ دقیقه و ۳۱ ثانیه      |      |
| ۱۱۷   | ۲۸  | ۱۲ آوریل ۱۲۷۹              | ۱۶:۴۴:۰۴                          | حلقه‌ای | 37.4N 85.3W              | ۰٫۴۹۴۵  | ۰٫۹۷۸۸ | ۸۶         | ۱ دقیقه و ۵۵ ثانیه      |      |
| ۱۱۷   | ۲۹  | ۲۲ آوریل ۱۲۹۷              | ۲۳:۵۱:۵۷                          | حلقه‌ای | 37.7N 170.4E             | ۰٫۴۲۷۵  | ۰٫۹۸۵  | ۵۸         | ۱ دقیقه و ۲۲ ثانیه      |      |
| ۱۱۷   | ۳۰  | ۴ مه ۱۳۱۵                  | ۶:۵۴:۵۲                           | حلقه‌ای | 37.3N 67.7E              | ۰٫۳۵۵۶  | ۰٫۹۹۰۹ | ۳۴         | ۰ دقیقه و ۵۱ ثانیه      |      |
| ۱۱۷   | ۳۱  | ۱۴ مه ۱۳۳۳                 | ۱۳:۵۵:۲۳                          | حلقه‌ای | 36.1N 34.2W              | ۰٫۲۸۰۶  | ۰٫۹۹۶۴ | ۱۳         | ۰ دقیقه و ۲۰ ثانیه      |      |
| ۱۱۷   | ۳۲  | ۲۵ مه ۱۳۵۱                 | ۲۰:۵۲:۰۳                          | مرکب   | 33.7N 135.5W             | ۰٫۲۰۱۵  | ۱٫۰۰۱۶ | ۶          | ۰ دقیقه و ۹ ثانیه       |      |
| ۱۱۷   | ۳۳  | ۵ ژوئن ۱۳۶۹                | ۳:۴۹:۳۱                           | مرکب   | 30.4N 122.5E             | ۰٫۱۲۲۲  | ۱٫۰۰۶۱ | ۲۱         | ۰ دقیقه و ۳۷ ثانیه      |      |
| ۱۱۷   | ۳۴  | ۱۶ ژوئن ۱۳۸۷               | ۱۰:۴۶:۲۳                          | مرکب   | 26N 19.8E                | ۰٫۰۴۱۶  | ۱٫۰۱   | ۳۵         | ۱ دقیقه و ۳ ثانیه       |      |
| ۱۱۷   | ۳۵  | ۲۶ ژوئن ۱۴۰۵               | ۱۷:۴۷:۰۴                          | مرکب   | 20.9N 84.7W              | -۰٫۰۳۷  | ۱٫۰۱۳۴ | ۴۶         | ۱ دقیقه و ۲۶ ثانیه      |      |
| ۱۱۷   | ۳۶  | ۸ ژوئیه ۱۴۲۳               | ۰:۴۸:۴۰                           | مرکب   | 15N 169.7E               | -۰٫۱۱۵۸ | ۱٫۰۱۶۱ | ۵۵         | ۱ دقیقه و ۴۵ ثانیه      |      |
| ۱۱۷   | ۳۷  | ۱۸ ژوئیه ۱۴۴۱              | ۷:۵۷:۱۶                           | کامل   | 8.6N 61.6E               | -۰٫۱۸۹۶ | ۱٫۰۱۸۱ | ۶۳         | ۱ دقیقه و ۵۹ ثانیه      |      |
| ۱۱۷   | ۳۸  | ۲۹ ژوئیه ۱۴۵۹              | ۱۵:۱۰:۱۱                          | کامل   | 1.8N 48.2W               | -۰٫۲۶۰۵ | ۱٫۰۱۹۶ | ۶۹         | ۲ دقیقه و ۷ ثانیه       |      |
| ۱۱۷   | ۳۹  | ۸ اوت ۱۴۷۷                 | ۲۲:۳۰:۵۷                          | کامل   | 5.2S 160.5W              | -۰٫۳۲۵۷ | ۱٫۰۲۰۶ | ۷۴         | ۲ دقیقه و ۱۰ ثانیه      |      |
| ۱۱۷   | ۴۰  | ۲۰ اوت ۱۴۹۵                | ۵:۵۸:۲۸                           | کامل   | 12.4S 85.1E              | -۰٫۳۸۶۲ | ۱٫۰۲۱  | ۷۷         | ۲ دقیقه و ۸ ثانیه       |      |
| ۱۱۷   | ۴۱  | ۳۰ اوت ۱۵۱۳                | ۱۳:۳۵:۵۲                          | کامل   | 19.5S 31.9W              | -۰٫۴۳۹۲ | ۱٫۰۲۱۱ | ۸۰         | ۲ دقیقه و ۳ ثانیه       |      |
| ۱۱۷   | ۴۲  | ۱۰ سپتامبر ۱۵۳۱            | ۲۱:۲۱:۵۲                          | کامل   | 26.4S 151W               | -۰٫۴۸۵۷ | ۱٫۰۲۰۸ | ۸۱         | ۱ دقیقه و ۵۶ ثانیه      |      |
| ۱۱۷   | ۴۳  | ۲۱ سپتامبر ۱۵۴۹            | ۵:۱۶:۲۴                           | کامل   | 33.2S 88E                | -۰٫۵۲۵۷ | ۱٫۰۲۰۵ | ۸۲         | ۱ دقیقه و ۴۹ ثانیه      |      |
| ۱۱۷   | ۴۴  | ۲ اکتبر ۱۵۶۷               | ۱۳:۲۰:۲۷                          | کامل   | 39.7S 34.9W              | -۰٫۵۵۸۴ | ۱٫۰۲   | ۸۲         | ۱ دقیقه و ۴۲ ثانیه      |      |
| ۱۱۷   | ۴۵  | ۲۲ اکتبر ۱۵۸۵              | ۲۱:۳۳:۲۵                          | کامل   | 45.7S 159.2W             | -۰٫۵۸۴۶ | ۱٫۰۱۹۶ | ۸۲         | ۱ دقیقه و ۳۵ ثانیه      |      |
| ۱۱۷   | ۴۶  | ۳ نوامبر ۱۶۰۳              | ۵:۵۴:۵۵                           | کامل   | 51.1S 75.6E              | -۰٫۶۰۴۱ | ۱٫۰۱۹۳ | ۸۳         | ۱ دقیقه و ۳۱ ثانیه      |      |
| ۱۱۷   | ۴۷  | ۱۳ نوامبر ۱۶۲۱             | ۱۴:۲۳:۱۳                          | کامل   | 55.8S 49.7W              | -۰٫۶۱۸۷ | ۱٫۰۱۹۴ | ۸۴         | ۱ دقیقه و ۲۸ ثانیه      |      |
| ۱۱۷   | ۴۸  | ۲۴ نوامبر ۱۶۳۹             | ۲۲:۵۸:۵۵                          | کامل   | 59.6S 174.7W             | -۰٫۶۲۷۸ | ۱٫۰۱۹۷ | ۸۷         | ۱ دقیقه و ۲۷ ثانیه      |      |
| ۱۱۷   | ۴۹  | ۵ دسامبر ۱۶۵۷              | ۷:۳۹:۳۶                           | کامل   | 62.1S 61.3E              | -۰٫۶۳۳۵ | ۱٫۰۲۰۵ | ۹۱         | ۱ دقیقه و ۲۹ ثانیه      |      |
| ۱۱۷   | ۵۰  | ۱۶ دسامبر ۱۶۷۵             | ۱۶:۲۴:۰۳                          | کامل   | 63.1S 62W                | -۰٫۶۳۶۷ | ۱٫۰۲۱۸ | ۹۷         | ۱ دقیقه و ۳۳ ثانیه      |      |
| ۱۱۷   | ۵۱  | ۲۷ دسامبر ۱۶۹۳             | ۱:۱۰:۵۰                           | کامل   | 62.6S 174.3E             | -۰٫۶۳۸۷ | ۱٫۰۲۳۶ | ۱۰۵        | ۱ دقیقه و ۳۹ ثانیه      |      |
| ۱۱۷   | ۵۲  | ۸ ژانویه ۱۷۱۲              | ۹:۵۸:۳۹                           | کامل   | 60.6S 49.2E              | -۰٫۶۴۰۶ | ۱٫۰۲۵۸ | ۱۱۴        | ۱ دقیقه و ۴۸ ثانیه      |      |
| ۱۱۷   | ۵۳  | ۱۸ ژانویه ۱۷۳۰             | ۱۸:۴۵:۱۵                          | کامل   | 57.8S 77.4W              | -۰٫۶۴۴  | ۱٫۰۲۸۵ | ۱۲۶        | ۱ دقیقه و ۵۹ ثانیه      |      |
| ۱۱۷   | ۵۴  | ۳۰ ژانویه ۱۷۴۸             | ۳:۲۹:۱۳                           | کامل   | 54.4S 154.8E             | -۰٫۶۵۰۱ | ۱٫۰۳۱۶ | ۱۴۰        | ۲ دقیقه و ۱۲ ثانیه      |      |
| 117   | 55  | February ۹, ۱۷۶۶           | ۱۲:۰۹:۴۴                          | کامل   | 50.7S 26.6E              | -۰٫۶۵۹۸ | ۱٫۰۳۵۲ | ۱۵۶        | ۲ دقیقه و ۲۷ ثانیه      |      |
| ۱۱۷   | ۵۶  | ۲۰ فوریه ۱۷۸۴              | ۲۰:۴۵:۳۸                          | کامل   | 47.2S 101.5W             | -۰٫۶۷۳۹ | ۱٫۰۳۸۹ | ۱۷۴        | ۲ دقیقه و ۴۴ ثانیه      |      |
| ۱۱۷   | ۵۷  | ۴ مارس ۱۸۰۲                | ۵:۱۴:۲۹                           | کامل   | 44S 131.5E               | -۰٫۶۹۴۳ | ۱٫۰۴۲۸ | ۱۹۶        | ۳ دقیقه و ۲ ثانیه       |      |
| ۱۱۷   | ۵۸  | ۱۴ مارس ۱۸۲۰               | ۱۳:۳۷:۱۵                          | کامل   | 41.5S 5.7E               | -۰٫۷۱۹۹ | ۱٫۰۴۶۷ | ۲۲۰        | ۳ دقیقه و ۲۰ ثانیه      |      |
| ۱۱۷   | ۵۹  | ۲۵ مارس ۱۸۳۸               | ۲۱:۵۲:۱۶                          | کامل   | 39.7S 118.3W             | -۰٫۷۵۲۵ | ۱٫۰۵۰۵ | ۲۴۹        | ۳ دقیقه و ۳۹ ثانیه      |      |
| ۱۱۷   | ۶۰  | ۵ آوریل ۱۸۵۶               | ۶:۰۱:۰۱                           | کامل   | 39.1S 119.2E             | -۰٫۷۹۰۶ | ۱٫۰۵۳۹ | ۲۸۵        | ۳ دقیقه و ۵۶ ثانیه      |      |
| ۱۱۷   | ۶۱  | خورشیدگرفتگی ۱۶ آوریل ۱۸۷۴ | ۱۴:۰۰:۵۳                          | کامل   | 39.9S 0.9W               | -۰٫۸۳۶۴ | ۱٫۰۵۶۹ | ۳۳۵        | ۴ دقیقه و ۱۱ ثانیه      |      |
| ۱۱۷   | ۶۲  | ۲۶ آوریل ۱۸۹۲              | ۲۱:۵۵:۲۰                          | کامل   | 42.5S 119.4W             | -۰٫۸۸۷  | ۱٫۰۵۹۱ | ۴۱۴        | ۴ دقیقه و ۱۹ ثانیه      |      |
| ۱۱۷   | ۶۳  | خورشیدگرفتگی ۹ مه ۱۹۱۰     | ۵:۴۲:۱۳                           | کامل   | 48.2S 125.2E             | -۰٫۹۴۳۷ | ۱٫۰۶   | ۵۹۴        | ۴ دقیقه و ۱۵ ثانیه      |      |
| ۱۱۷   | ۶۴  | خورشیدگرفتگی ۱۹ مه ۱۹۲۸    | ۱۳:۲۴:۲۰                          | کامل   | 63.3S 22.5E              | 1.0048  | 1.014  | -          | -                       |      |
| ۱۱۷   | ۶۵  | خورشیدگرفتگی ۳۰ مه ۱۹۴۶    | ۲۱:۰۰:۲۴                          | جزئی   | 64.1S 101W               | -1.0711 | 0.8865 |            |                         |      |
| ۱۱۷   | ۶۶  | خورشیدگرفتگی ۱۰ ژوئن ۱۹۶۴  | ۴:۳۴:۰۷                           | جزئی   | 65S 135.9E               | -1.1393 | 0.7545 |            |                         |      |
| ۱۱۷   | ۶۷  | خورشیدگرفتگی ۲۱ ژوئن ۱۹۸۲  | ۱۲:۰۴:۳۳                          | جزئی   | 65.9S 13.2E              | -1.2102 | 0.6168 |            |                         |      |
| ۱۱۷   | ۶۸  | خورشیدگرفتگی ۱ ژوئیه ۲۰۰۰  | ۱۹:۳۳:۳۴                          | جزئی   | 66.9S 109.5W             | -1.2821 | 0.4768 |            |                         |      |
| ۱۱۷   | ۶۹  | خورشیدگرفتگی ۱۳ ژوئیه ۲۰۱۸ | ۳:۰۲:۱۶                           | جزئی   | 67.9S 127.4E             | -1.3542 | 0.3365 |            |                         |      |
| ۱۱۷   | ۷۰  | خورشیدگرفتگی ۲۳ ژوئیه ۲۰۳۶ | ۱۰:۳۲:۰۶                          | جزئی   | 68.9S 3.6E               | -1.425  | 0.1991 |            |                         |      |
| ۱۱۷   | ۷۱  | خورشیدگرفتگی ۳ اوت ۲۰۵۴    | ۱۸:۰۴:۰۲                          | جزئی   | 69.8S 121.3W             | -1.4941 | 0.0655 |            |                         |      |